# Škoda 450
Škoda 450 — двомісний родстер з двигуном об'ємом 1089 см³ та потужністю 50 к. с. (обумовлена зміненим ступенем стиску й двома карбюраторами). Відкритий автомобіль вперше був представлений на ярмарку в Брно у 1957 р. За кордоном його рекламою займалась Шарлотта Шеффілд (міс США 1957 р.).
У 1958 р. родстер запустили у серійне виробництво, однак не на головному заводі, а на підприємстві «Шкода» у м. Квасині, що існувало з 1934 р. Там відбувалось збирання відкритого кузова, а готове шасі з двигуном поступало з Млада-Болеслава. Саме Škoda 450 отримала лаконічну решітку радіатора замість «вусів», що пізніше стала єдиною для усього сімейства.

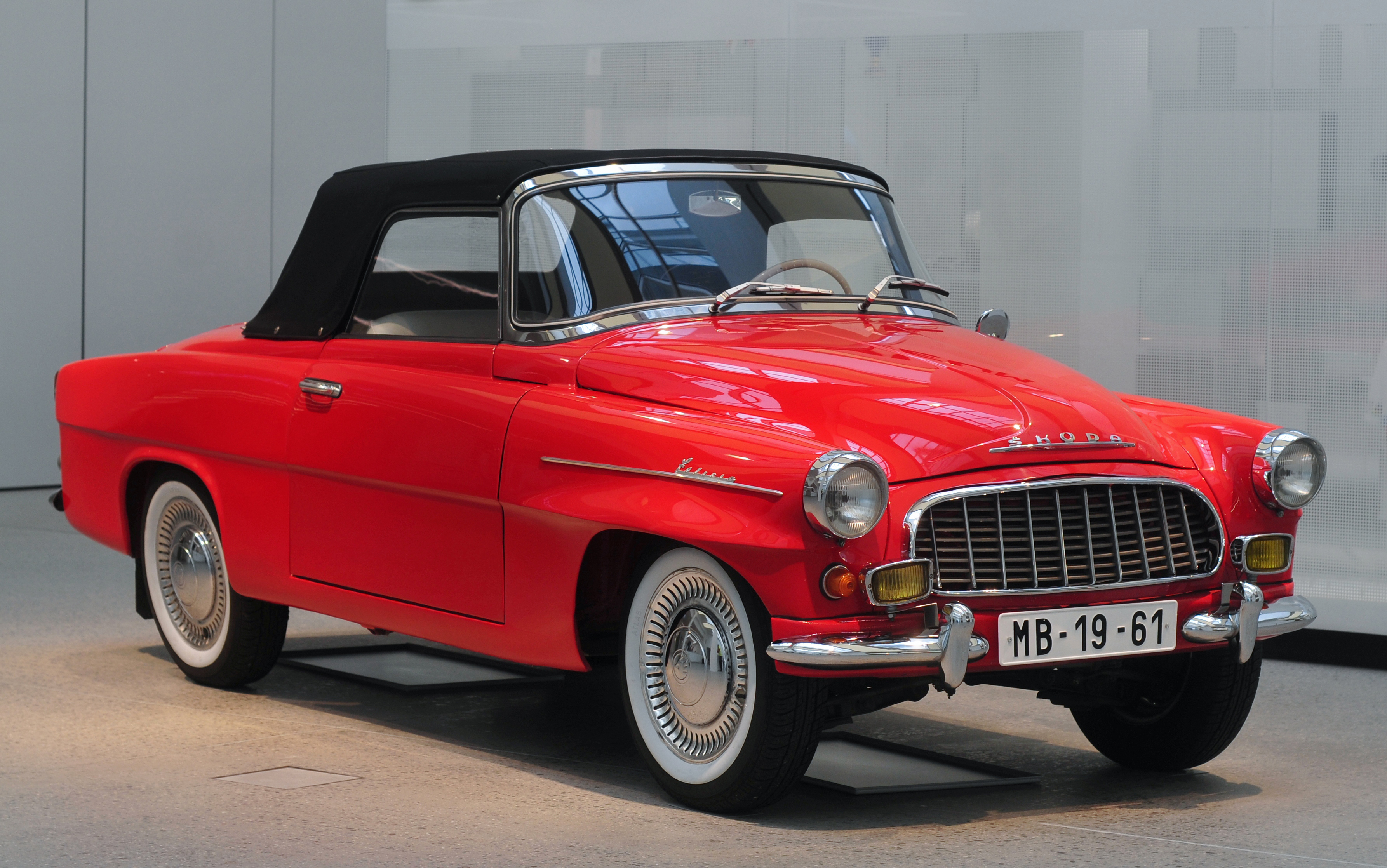
Škoda Felicia (1959 - 1964)

У 1959 році відбулася зміна моделі - наступником Škoda 450 стала Felicia, що відрізнялася в основному новою підвіскою передніх коліс на ресорах замість поперечної листової ресори.